# Neoempheria indulgens
Neoempheria indulgens är en tvåvingeart som beskrevs av Oskar Augustus Johannsen 1910. Neoempheria indulgens ingår i släktet Neoempheria och familjen svampmyggor. Inga underarter finns listade i Catalogue of Life.